# 张完集乡
张完集乡，是中华人民共和国河南省周口市郸城县下辖的一个乡镇级行政单位，位于郸城县城西北40公里处，东临安徽省毫州市双沟镇，西与汲水乡接壤，南与南丰镇，北与鹿邑县王皮溜毗邻，东西长13公里，南北宽8公里。主要种植的农作物包括小麦、玉米、大豆、烟叶、中药材等。

## 行政区划
张完集乡下辖以下地区：
张完村、王营村、刘营村、中王庄村、西李庄村、张湾村、小张庄村、大王庄村、邵洼村、黄庄村、大周庄村、李英寨村、李小集村、棉集村、王小庙村、刘寨村、杨庄村、付庄村、赵楼村、大张庄村、多迷店村、幸福村、前庙村、郭竹园村、北李庄村、孙庄村、赵小楼村、邵堂村和吴庄村。